# Cinémaginaire (Pyrénées)
Pour les articles homonymes, voir Cinémaginaire.
Cinémaginaire est une association à but non lucratif, en Pyrénées-Orientales dans le sud de la France. 
Elle anime des actions dans le domaine de l'image, de la création à la diffusion, de la formation à l'éducation : 
- un réseau de cinémas de proximité
- des actions d'éducation à l'image
- deux festivals de cinéma 
  - Rencontres Cinémaginaire d'Argelès-sur-Mer
  - Maghreb si loin si proche
- un Espace Culture Multimédia dédié aux nouvelles technologies
- un département de création en vidéo numérique.

Cinémaginaire présente, défend, et produit des créations cinématographiques et audiovisuelles indépendantes : 
- Urbi et Orbi, film de François Boutonnet (France 2007 - 1 h 10 min)